# 10549 Helsingborg
A 10549 Helsingborg (ideiglenes jelöléssel 1992 RM2) a Naprendszer kisbolygóövében található aszteroida. Eric Walter Elst fedezte fel 1992. szeptember 2-án.